# Championnat du Mexique de football 1963-1964
Navigation
Saison précédente Saison suivante
La Primera División 1963-1964 est la vingt-et-unième édition de la première division mexicaine.
Lors de ce tournoi, le Oro de Jalisco a tenté de conserver son titre de champion du Mexique face aux treize meilleurs clubs mexicains.
Chacun des quatorze clubs participant au championnat était confronté deux fois aux treize autres.

## Les 14 clubs participants
| \| Mexico: Club América CF Atlante Club Necaxa Pumas UNAM Guadalajara: CF Atlas Chivas de Guadalajara Deportivo Nacional Oro de Jalisco Zacatepec Oro Morelia CF Monterrey Deportivo Toluca FC FC León Mexico Guadalajara Deportivo Irapuato \| Localisation des clubs engagés dans le championnat. |
| Mexico: Club América CF Atlante Club Necaxa Pumas UNAM Guadalajara: CF Atlas Chivas de Guadalajara Deportivo Nacional Oro de Jalisco Zacatepec Oro Morelia CF Monterrey Deportivo Toluca FC FC León Mexico Guadalajara Deportivo Irapuato                                                           |

| Club                    | Stade                          | Capacité          | Ville                |
| Club América            | Stade Olímpico Universitario   | 62 214            | Mexico               |
| CF Atlante              | Stade inconnu                  | Capacité inconnue | Mexico               |
| CF Atlas                | Stade Jalisco                  | 56 713            | Guadalajara          |
| Chivas de Guadalajara   | Stade Jalisco                  | 56 713            | Guadalajara          |
| Deportivo Irapuato      | Stade inconnu                  | Capacité inconnue | Irapuato             |
| Oro de Jalisco          | Stade Jalisco                  | 56 713            | Guadalajara          |
| FC León                 | Stade inconnu                  | Capacité inconnue | León                 |
| CF Monterrey            | Stade Tecnológico              | 33 485            | Monterrey            |
| Oro Morelia             | Campo Morelia                  | Capacité inconnue | Morelia              |
| Deportivo Nacional (en) | Stade Felipe Martínez Sandoval | 10 000            | Guadalajara          |
| Club Necaxa             | Parque Oblatos                 | Capacité inconnue | Mexico               |
| Pumas UNAM              | Stade Olímpico Universitario   | 62 214            | Mexico               |
| Club Toluca             | Stade Nemesio Díez             | 27 000            | Toluca               |
| Zacatepec               | Stade Coruco Díaz              | 16 000            | Zacatepec de Hidalgo |

## Compétition
Les quatorze équipes s'affrontent à deux reprises selon un calendrier tiré aléatoirement.
Le classement est établi sur l'ancien barème de points (victoire à 2 points, match nul à 1, défaite à 0).
Le départage final se fait selon les critères suivants si le titre ou la relégation sont en jeu :
- Le nombre de points.
- Un match de départage.

Sinon le départage final se fait selon les critères suivants :
- Le nombre de points.
- La différence de buts générale.
- La différence de buts particulière.
- Le nombre de buts marqué à l'extérieur.
- Le tirage au sort.

### Classement
| Rang | Équipe                  | Pts | J  | G  | N  | P  | Bp | Bc | Diff |
| ---- | ----------------------- | --- | -- | -- | -- | -- | -- | -- | ---- |
| 1    | Chivas de Guadalajara   | 37  | 26 | 16 | 5  | 5  | 43 | 25 | +18  |
| 2    | Club América (C)        | 33  | 26 | 11 | 11 | 4  | 46 | 24 | +22  |
| 3    | CF Monterrey            | 32  | 26 | 12 | 8  | 6  | 40 | 26 | +14  |
| 4    | Deportivo Irapuato      | 32  | 26 | 12 | 8  | 6  | 40 | 35 | +5   |
| 5    | Zacatepec (P)           | 28  | 26 | 11 | 6  | 9  | 44 | 35 | +9   |
| 6    | Club Necaxa             | 27  | 26 | 11 | 5  | 10 | 42 | 31 | +11  |
| 7    | Pumas UNAM              | 25  | 26 | 9  | 7  | 10 | 36 | 33 | +3   |
| 8    | Oro de Jalisco (T)      | 25  | 26 | 9  | 7  | 10 | 53 | 49 | +4   |
| 9    | FC León                 | 25  | 26 | 9  | 7  | 10 | 34 | 33 | +1   |
| 10   | CF Atlas                | 25  | 26 | 6  | 13 | 7  | 35 | 42 | -7   |
| 11   | Club Toluca             | 22  | 26 | 6  | 10 | 10 | 31 | 35 | -4   |
| 12   | Oro Morelia             | 21  | 26 | 6  | 9  | 11 | 28 | 50 | -22  |
| 13   | CF Atlante              | 20  | 26 | 6  | 8  | 12 | 30 | 39 | -9   |
| 14   | Deportivo Nacional (en) | 12  | 26 | 4  | 4  | 18 | 26 | 71 | -45  |

| Légende : Abréviations | Légende : Abréviations                                                                               |
| ---------------------- | --- |
|                        | (T) : Tenant du titre (C) : Vainqueur de la Copa México 1963-1964 (P) : Promu de la saison 1962-1963 |

## Bilan du tournoi
| Tableau d'Honneur    |                       |
| Compétition          | Vainqueur             |
| Primera División     | Chivas de Guadalajara |
| Copa México          | Club América          |
| Campeón de Campeones | Chivas de Guadalajara |

| Promotions et relégations     |                                 |
| Relégué en Primera División A | Aucun                           |
| Promu de Primera División A   | CD Cruz Azul Deportivo Veracruz |